# Andrea Corsini (cardinale)
Andrea Corsini (Firenze, 11 giugno 1735 – Roma, 18 gennaio 1795) è stato un cardinale e vescovo cattolico italiano.
È omonimo di sant'Andrea Corsini, che proveniva dalla sua stessa famiglia.

## Biografia
Figlio di Filippo Corsini e Ottavia Strozzi Majorca Rienzi, era pronipote di papa Clemente XII e nipote del cardinale Neri Maria Corsini.
Papa Clemente XIII lo creò cardinale-diacono di Sant'Angelo in Pescheria nel concistoro del 24 settembre 1759 quando aveva 24 anni e benché non avesse ancora ricevuto l'ordinazione. Quattro mesi più tardi ricevette gli ordini minori. Fino alla nomina del cardinale Giovanni Battista Rezzonico, creato da Clemente XIV è stato il porporato italiano più giovane.
Nel 1769 fu ordinato sacerdote e nello stesso anno optò per il titolo di San Matteo in Merulana, di cui fu l'ultimo titolare.
Il 4 marzo 1771 divenne camerlengo del Collegio cardinalizio. Fu prefetto del Supremo tribunale della Segnatura apostolica dal 1770, sino alla morte. Nel 1773 fu membro della commissione che soppresse la Compagnia di Gesù. Fu economo del Collegio Romano e del Seminario Romano.
Nel 1776 optò per la sede suburbicaria di Sabina e fu consacrato vescovo. Dall'8 dicembre 1793 fu vicario generale di Sua Santità per la Città di Roma e distretto.
Morì il 18 gennaio 1795 e le esequie si tennero nella basilica di Santa Maria in Trastevere. Fu sepolto nella Cappella Corsini della basilica di San Giovanni in Laterano.

## Genealogia episcopale e successione apostolica
La genealogia episcopale è:
- Cardinale Scipione Rebiba
- Cardinale Giulio Antonio Santori
- Cardinale Girolamo Bernerio, O.P.
- Arcivescovo Galeazzo Sanvitale
- Cardinale Ludovico Ludovisi
- Cardinale Luigi Caetani
- Cardinale Ulderico Carpegna
- Cardinale Paluzzo Paluzzi Altieri degli Albertoni
- Papa Benedetto XIII
- Papa Benedetto XIV
- Papa Clemente XIII
- Cardinale Enrico Benedetto Stuart
- Cardinale Andrea Corsini

La successione apostolica è:
- Vescovo Scipione de' Ricci (1780)
- Arcivescovo Antonio Martini (1781)
- Vescovo Niccolò Sciarelli (1782)
- Vescovo Mercuriale Prati, O.S.B. (1784)
- Vescovo Domenico Mancinforte (1787)
- Vescovo Adeodato Turchi, O.F.M.Cap. (1788)
- Vescovo Giuseppe Corari (1789)
- Arcivescovo Ranieri Alliata (1791)
- Vescovo Francesco Falchi Picchinesi (1791)
- Vescovo Paolo Pozzuoli (1792)
- Vescovo Gioacchino Vassetta, Sch.P. (1792)
- Vescovo Ferdinando Crispo Doria (1792)
- Arcivescovo Francesco Amoroso (1792)
- Vescovo Bartolomeo Criscuolo (1792)
- Arcivescovo Gaetano Maria Garrasi, O.E.S.A. (1792)
- Vescovo Enrico Capece Minutolo, C.O. (1792)
- Arcivescovo Alfonso Marsili (1792)
- Vescovo Fabrizio Selvi (1793)
- Vescovo Paolo Bartoli (1794)